# Sundholmskvarteret
Sundholmskvarteret ligger i hjertet af det gamle Sundby og tager navn efter Sundholmsvej, der går igennem kvarteret. 
kvarteret grænser mod nord op til Hollænderdybet, mod øst til Amagerbrogade og Englandsvej, mod syd til Peder Lykkes Vej og mod vest til Brydes Allé og Amagerfælledvej.
I årene 2008-2014 undergår kvarteret en intens byfornyelsesindsats, kaldet områdeløft.
|  | Denne artikel om lokaliteten Sundholmskvarteret kan blive bedre, hvis der indsættes et (bedre) billede. Du kan hjælpe ved at afsøge Wikimedia Commons for et passende billede eller lægge et op på Wikimedia Commons med en af de tilladte licenser og indsætte det i artiklen. |

55°39′38″N 12°36′00″Ø / 55.66057°N 12.59997°Ø